# Операция «Перистера»
Операция «Перистера» (греч. Επιχείρηση Περιστερά) — военная операция во время Гражданской войны в Греции, проводившаяся с 22 декабря 1948 года по 30 января 1949 года правительственными войсками против коммунистических партизан с целью установления контроля над полуостровом Пелопоннес.

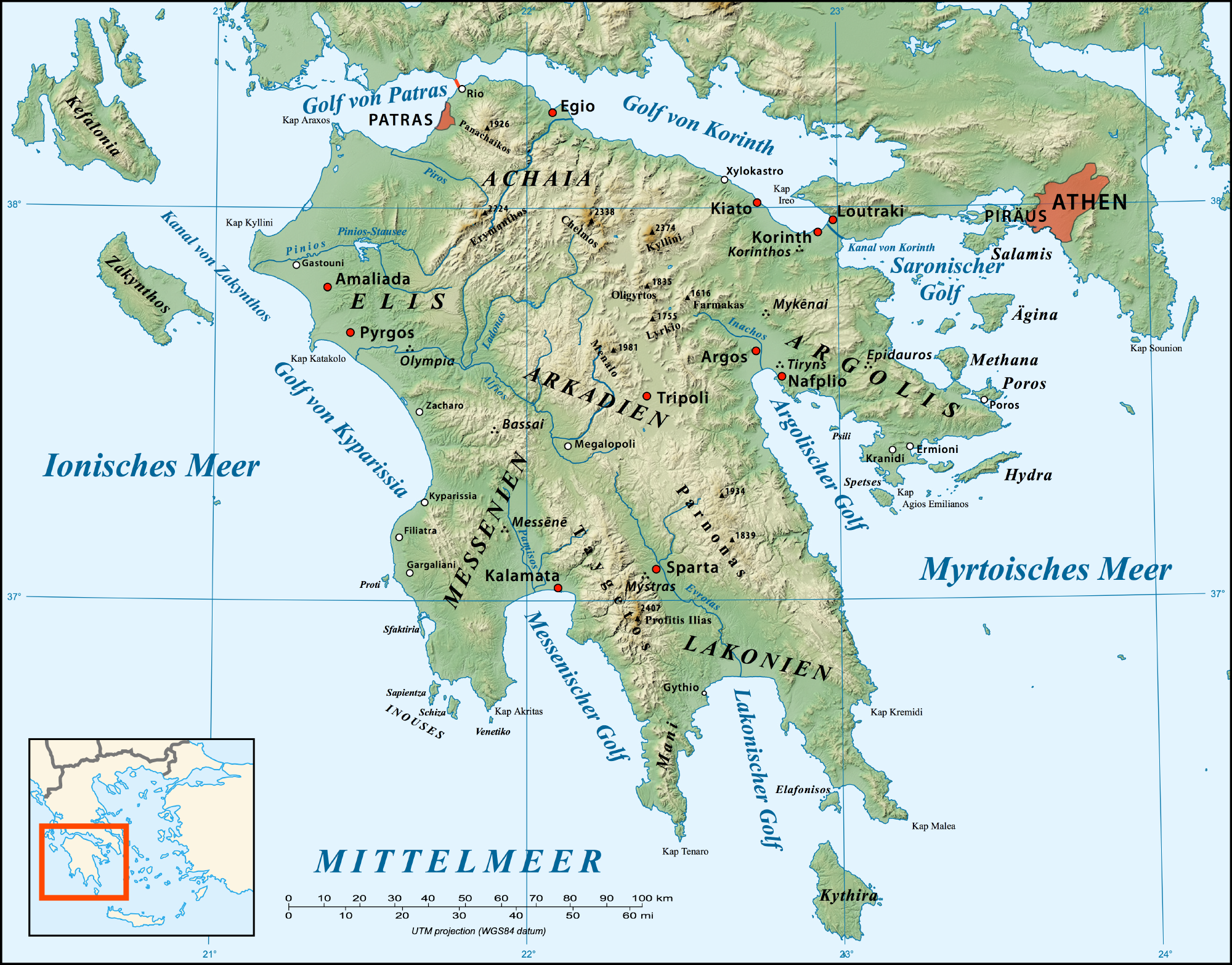
Карта Пелопоннеса

На протяжении 1947-48 годов коммунисты контролировали внутренние районы Пелопоннеса, особенно в центре и на юге полуострова. Одновременно коммунисты Пелопоннеса были изолированы от их товарищей в северной и центральной Греции. В конце 1948 года афинское правительство решило покончить с неподконтрольными регионами Пелопоннеса, а затем перебросить войска для проведения операции против партизан в Центральной Греции. Для проведения этой операции, имевшей кодовое название «Перистера» («Голубь»), были сосредоточены войска численностью 44 тысяч солдат и офицеров, поддерживаемые авиацией, а также военно-морской флот, блокировавший полуостров. Генерал-лейтенант Трасивулос Цакалотос, командир 1-го армейского корпуса, взял на себя командование операцией. Противостоявшие им части ДАГ (3-я дивизия под командованием Стефаноса Гиузелиса) были общей численностью 4500 человек.
Первым действием Цакалотоса стала полная изоляция Пелопоннеса. Никому не разрешалось входить или выходить без разрешения властей. Вторым и самым решающим стал арест 4500 граждан с целью лишить повстанцев услуг нелегального аппарата КПГ в городах, снабжения и информации. Цакалотос не проинформировал ни политиков, ни своего военного начальства об арестах. Телефонная связь была прервана и возобновлена после того, как арестованных перевезли в Макрониссос и другие концентрационные лагеря.
План боевых действий предусматривал массированные операции по зачистке обширной территории, при этом наступавшие действовали с четырех направлений. Правительственные войска двинулись из Коринфа, Эгиона, Патр и Пиргоса, охватывая широкий фронт в форме подковы, направляясь к горному хребту Майнал в центре Пелопоннеса. Затем они направились к Парнону и Тайгету. Хотя партизанские части оказали упорное сопротивление, выбранная армией тактика принесла свои плоды. 21 января 1949 года 55-я бригада ДАГ попала в засаду коммандос в Агиос Василиос Кинуриас в Парноне, в результате чего была уничтожена; 22-я бригада была разбита несколько дней спустя в Олимпии в Илии. Сам Гиузелис, скрывавшийся с остатками своих сил, погиб в сентябре. 
Потери партизан составили 649 убитыми и 2229 пленными, тогда как потери правительственной армии — 41 убитый, 105 раненых. Позже партизаны объясняли свое быстрое поражение не только отсутствием снабжения боеприпасам в условиях блокады полуострова правительственным флотом, но и преобразованием отрядов в регулярное соединение — дивизию, что противоречило логике партизанской войны. 